# Olympische Sommerspiele 1956/Kanu
Bei den XVI. Olympischen Sommerspielen 1956 in Melbourne wurden insgesamt neun Kanuwettbewerbe ausgetragen, davon acht für Männer und einer für Frauen. Die langen Strecken (10.000 m) wurden am 30. November, die kurzen Strecken (1000 bzw. 500 m) am 1. Dezember ausgetragen.

## Bilanz

### Medaillenspiegel
| Platz | Land        | Gold | Silber | Bronze | Gesamt |
| ----- | ----------- | ---- | ------ | ------ | ------ |
| 1     | Rumänien    | 3    | –      | –      | 3      |
| 2     | Sowjetunion | 2    | 3      | 2      | 7      |
| 3     | Schweden    | 2    | –      | –      | 2      |
| 4     | Ungarn      | 1    | 3      | 3      | 7      |
| 5     | Deutschland | 1    | 2      | 1      | 4      |
| 6     | Frankreich  | –    | 1      | –      | 1      |
| 7     | Australien  | –    | –      | 1      | 1      |
| 7     | Österreich  | –    | –      | 1      | 1      |
| 7     | Dänemark    | –    | –      | 1      | 1      |

### Medaillengewinner
| Konkurrenz               | Gold                                            | Silber                                        | Bronze                                 |
| ------------------------ | ----------------------------------------------- | --------------------------------------------- | -------------------------------------- |
| Einer-Kajak 1000 m       | Gert Fredriksson                                | Igor Pissarew                                 | Lajos Kiss                             |
| Einer-Kajak 10.000 m     | Gert Fredriksson                                | Ferenc Hatlaczky                              | Michel Scheuer                         |
| Zweier-Kajak 1000 m      | Deutschland Michel Scheuer Meinrad Miltenberger | Sowjetunion Mihhail Kaaleste Anatoli Demitkow | Österreich Max Raub Herbert Wiedermann |
| Zweier-Kajak 10.000 m    | Ungarn János Urányi László Fábián               | Deutschland Fritz Briel Theo Kleine           | Australien Dennis Green Walter Brown   |
| Einer-Canadier 1000 m    | Leon Rotman                                     | István Hernek                                 | Gennadi Bucharin                       |
| Einer-Canadier 10.000 m  | Leon Rotman                                     | János Parti                                   | Gennadi Bucharin                       |
| Zweier-Canadier 1000 m   | Rumänien Alexe Dumitru Simion Ismailciuc        | Sowjetunion Pawel Charin Grazian Botew        | Ungarn Károly Wieland Ferenc Mohácsi   |
| Zweier-Canadier 10.000 m | Sowjetunion Pawel Charin Grazian Botew          | Frankreich Georges Dransart Marcel Renaud     | Ungarn Imre Farkas József Hunics       |

| Konkurrenz        | Gold                  | Silber       | Bronze    |
| ----------------- | --------------------- | ------------ | --------- |
| Einer-Kajak 500 m | Jelisaweta Dementjewa | Therese Zenz | Tove Søby |

## Ergebnisse

### Männer

#### Einer-Kajak1000 m
| Platz | Land | Sportler            | Zeit (min) |
| ----- | ---- | ------------------- | ---------- |
| 1     | SWE  | Gert Fredriksson    | 4:12,8     |
| 2     | URS  | Igor Pissarew       | 4:15,3     |
| 3     | HUN  | Lajos Kiss          | 4:16,2     |
| 4     | POL  | Stefan Kapłaniak    | 4:19,8     |
| 5     | FRA  | Louis Gantois       | 4:22,1     |
| 6     | TCH  | Ladislav Čepčianský | 4:23,2     |
| 7     | DEN  | Villy Christiansen  | 4:25,2     |
| 8     | EUA  | Ernst Steinhauer    | 4:25,5     |

Ausgetragen am 1. Dezember, 13 Teilnehmer

#### Einer-Kajak 10.000 m
| Platz | Land | Sportler            | Zeit (min) |
| ----- | ---- | ------------------- | ---------- |
| 1     | SWE  | Gert Fredriksson    | 47:43,4    |
| 2     | HUN  | Ferenc Hatlaczky    | 47:53,3    |
| 3     | EUA  | Michel Scheuer      | 48:00,3    |
| 4     | FIN  | Thorwald Strömberg  | 48:15,8    |
| 5     | URS  | Igor Pissarew       | 49:58,2    |
| 6     | TCH  | Ladislav Čepčianský | 50:08,2    |
| 7     | DEN  | Svend Frømming      | 50:10,0    |
| 8     | NOR  | Knut Østby          | 51:28,2    |

Ausgetragen am 30. November, 11 Teilnehmer

#### Zweier-Kajak1000 m
| Platz | Land | Sportler                              | Zeit (min) |
| ----- | ---- | ------------------------------------- | ---------- |
| 1     | EUA  | Michel Scheuer Meinrad Miltenberger   | 3:49,6     |
| 2     | URS  | Mihhail Kaaleste Anatoli Demitkow     | 3:51,4     |
| 3     | AUT  | Max Raub Herbert Wiedermann           | 3:55,8     |
| 4     | ROU  | Mircea Anastasescu Stavru Teodorov    | 3:56,1     |
| 5     | FRA  | Maurice Graffen Michel Meyer          | 3:58,3     |
| 6     | BEL  | Henri Verbrugghe Germain van de Moere | 3:58,7     |
| 7     | AUS  | Walter Brown Dennis Green             | 3:59,1     |
| 8     | TCH  | Miroslav Jemelka Rudolf Klabouch      | 4:01,4     |

Ausgetragen am 1. Dezember, 15 Teilnehmer

#### Zweier-Kajak 10.000 m
| Platz | Land | Sportler                             | Zeit (min) |
| ----- | ---- | ------------------------------------ | ---------- |
| 1     | HUN  | János Urányi László Fábián           | 43:37,0    |
| 2     | EUA  | Fritz Briel Theo Kleine              | 43:40,6    |
| 3     | AUS  | Dennis Green Walter Brown            | 43:43,2    |
| 4     | SWE  | Hans Wetterström Carl Sundin         | 44:06,7    |
| 5     | URS  | Jewhen Jazynenko Sergei Klimow       | 45:59,3    |
| 6     | TCH  | Mirislav Jemelka Rudolf Klabouch     | 46:13,1    |
| 7     | FIN  | Yrjö Hietanen Simo Kuismanen         | 46:40,4    |
| 8     | GBR  | Brian Bullivant Raymond Blick        | 47:03,7    |
|       |      | …                                    |            |
| 11    | AUT  | Hermann Salzner Alfred Schmidtberger | 49:03,7    |

Ausgetragen am 30. November, 12 Teilnehmer

#### Einer-Canadier1000 m
| Platz | Land | Sportler          | Zeit (min) |
| ----- | ---- | ----------------- | ---------- |
| 1     | ROU  | Leon Rotman       | 5:05,3     |
| 2     | HUN  | István Hernek     | 5:06,2     |
| 3     | URS  | Gennadi Bucharin  | 5:12,7     |
| 4     | TCH  | Karel Hradil      | 5:15,9     |
| 5     | EUA  | Franz Johannsen   | 5:18,6     |
| 6     | SWE  | Werner Wettersten | 5:28,0     |
| 7     | AUS  | Bryan Harper      | 5:37,6     |
| 8     | CAN  | George Bossy      | 5:39,4     |

Ausgetragen am 1. Dezember, 9 Teilnehmer

#### Einer-Canadier 10.000 m
| Platz | Land | Sportler          | Zeit        |
| ----- | ---- | ----------------- | ----------- |
| 1     | ROU  | Leon Rotman       | 56:41,0 min |
| 2     | HUN  | János Parti       | 57:11,0 min |
| 3     | URS  | Gennadi Bucharin  | 57:14,5 min |
| 4     | TCH  | Jiří Vokněr       | 57:44,5 min |
| 5     | EUA  | Franz Johannsen   | 58:50,0 min |
| 6     | SWE  | Werner Wettersten | 59:24,7 min |
| 7     | CAN  | Donald Stringer   | 59:57,5 min |
| 8     | USA  | Frank Havens      | 1:01:23,6 h |

Ausgetragen am 30. November, 9 Teilnehmer

#### Zweier-Canadier1000 m
| Platz | Land | Sportler                        | Zeit (min) |
| ----- | ---- | ------------------------------- | ---------- |
| 1     | ROU  | Alexe Dumitru Simion Ismailciuc | 4:47,4     |
| 2     | URS  | Pawel Charin Grazian Botew      | 4:48,6     |
| 3     | HUN  | Károly Wieland Ferenc Mohácsi   | 4:54,3     |
| 4     | FRA  | Georges Dransart Marcel Renaud  | 4:57,7     |
| 5     | AUS  | William Jones Thomas Ohman      | 5:03,0     |
| 6     | AUT  | Otto Schindler Walter Waldner   | 5:04,4     |
| 7     | CAN  | William Collins Bert Oldershaw  | 5:11,0     |
| 8     | DEN  | Kaj Sylvan Gerner Christiansen  | DSQ        |

Ausgetragen am 1. Dezember, 10 Teilnehmer

#### Zweier-Canadier10.000 m
| Platz | Land | Sportler                        | Zeit (min) |
| ----- | ---- | ------------------------------- | ---------- |
| 1     | URS  | Pawel Charin Grazian Botew      | 54:02,4    |
| 2     | FRA  | Georges Dransart Marcel Renaud  | 54:48,3    |
| 3     | HUN  | Imre Farkas József Hunics       | 55:15,6    |
| 4     | EUA  | Egon Drews Wilfried Soltau      | 55:21,1    |
| 5     | ROU  | Alexe Dumitru Simion Ismailciuc | 55:51,1    |
| 6     | DEN  | Aksel Duun Finn Haunstoft       | 55:54,3    |
| 7     | AUS  | William Jones Thomas Ohman      | 56:18,6    |
| 8     | AUT  | Otto Schindler Walter Waldner   | 56:48,7    |

Ausgetragen am 30. November, 10 Teilnehmer

### Frauen

#### Einer-Kajak500 m
| Platz | Land | Sportlerin              | Zeit (min) |
| ----- | ---- | ----------------------- | ---------- |
| 1     | URS  | Jelisaweta Dementjewa   | 2:18,9     |
| 2     | EUA  | Therese Zenz            | 2:19,6     |
| 3     | DEN  | Tove Søby               | 2:22,3     |
| 4     | HUN  | Cecília Hartmann-Berkes | 2:23,5     |
| 5     | AUS  | Edith Cochrane          | 2:23,8     |
| 6     | POL  | Daniela Walkowiak       | 2:24,1     |
| 7     | GBR  | Patricia Moody          | 2:25,3     |
| 8     | FRA  | Eva Marion              | 2:27,9     |

Ausgetragen am 1. Dezember, 10 Teilnehmerinnen